# Santuario del Miracle
El santuario del Miracle es un templo religioso dedicado a la Virgen del Milagro, situado en el lado de poniente del municipio de Riner, en el Solsonés (provincia de Lérida, España).
Fue erigido en el lugar donde la tradición sitúa la aparición de la Virgen a los pastores del Mas de la Cirosa, datando la primera constancia documental de este santuario del 3 de agosto del año 1458.
El conjunto —formado por una iglesia, una capilla, un antiguo albergue para alojar a los peregrinos, un monasterio benedictino y varios lugares de acogida: celdas, un ex hotel reconvertido en casa de Espiritualidad y servicios turísticos— ha sido declarado Bien Cultural de Interés Nacional.
 Hoy capital del municipio de Riner

## Historia

### Primera versión
El origen del santuario hay que buscarlo en la aparición de la Virgen a dos niños, Celdoni y Jaumet, de la masía la Cirosa que se encuentra a unos quinientos metros al norte de la iglesia del Milagro.
Según consta en los documentos del proceso canónico instruido pocos días después de estos acontecimientos, en el año 1458 Cataluña estaba afectada por una epidemia de peste bubónica. El jueves, 3 de agosto de ese año, al atardecer, la dueña de la Cirosa, de nombre Constanza, se encontraba guardando el rebaño en un prado conocido como el prado de Bassadòria acompañada de dos hijos suyos, Celdoni y Jaumet.
Cuando el mayor de los dos hermanos, Celdoni, al ir a voltear a las mulas que también pastaban junto al prado, se encontró: «ante algo parecido a un hermoso niño, el cual estaba arrodillado con las manos juntas hacia el cielo, con una bella cruz que tenía en las manos, y con nuestro Señor que estaba crucificado. Vestía una mantita rojo fuerte, que le tocaba hasta el suelo.»
El niño, al ver aquella aparición, huyó asustado. La «Aparición» le habló pero el niño, en su huida sólo entendió que decía «O hijo da parte, y di al pueblo ...semanas». Al llegar junto a su madre, y esta verlo tan trastornado, comenzó a interrogarle. Enterada de lo que le había pasado, la madre quiso comprobarlo y se acercó al lugar, pero un miedo irracional se lo impidió y se limitó a acechar el lugar desde lejos sin ver nada extraño.
Un rato después Jaumet fue a recoger el ganado y al ir a recoger una oveja que se había descarriado, de repente se encontró ante una pequeña niña. Jaumet coincidió en describir con los mismos rasgos que había aportado su hermano añadiendo, sin embargo, que tenía los cabellos largos y rubios, que estaba arrodillada junto a un enebro y que llevaba una hermosa cruz en el hombro similar a una que había en el altar de San Sebastián de Riner.
También añadió que la niña le había hablado diciéndole: «Di en el pueblo que haga procesiones, y que las hagan con devoción, y que se confiesen y que se conviertan y que vuelvan a la cara de Dios, y que si así lo hacen, Dios se lo premiará.» Dicho esto, la niña se levantó, le puso la cruz en la mano izquierda y le besó la mano derecha. Al cabo de unos instantes, recogió de nuevo la cruz y desapareció, entre unas rocas.
Cuatro días después Jaumet enfermó con la peste. Al día siguiente, Pedro Ots, médico del pequeño pueblo de Sant Just d'Ardèvol al volver de visitar un paciente apestado, de pronto se quedó «como retenido por una fuerza invisible en el camino general que los Estanques en Cardona». Después de persignarse y sentará en el borde del camino, oyó una voz que le dijo: ¿Por qué no vas a la Cirosa a ver a un niño que se encuentra enfermo y que te recite las palabras de la Virgen María?. Tras intentar varias veces continuar su camino sin conseguirlo, decidió acercarse a la Cirosa. Allí, efectivamente, encontró al niño Jaumet enfermo y escuchó su explicación de la aparición. Dos días después, Jaumet moría a la edad de diez años.

### Segunda versión
Esta es la versión «oficial» y, por tanto, la más difundida de unos hechos suficientemente extraordinarios como para justificar la edificación del Santuario del Miracle. Hay, sin embargo, una segunda versión, mucho menos conocida y publicada por el folklorista Joan Amades [1] según la cual un día de gran tormenta, un pastor se refugió en una gruta excavada bajo una gran roca. El pastor se quedó dormido y, al despertarse, vio que el agua de la intensa lluvia había deslizado aquella gran piedra que, sin duda, lo habría bien aplastado mientras dormía si no hubiera sido porque la Virgen se había quedado en la entrada de la cueva sosteniéndola única y exclusivamente con la fuerza de sus brazos hasta que el pastor se despertó.

## Iglesia

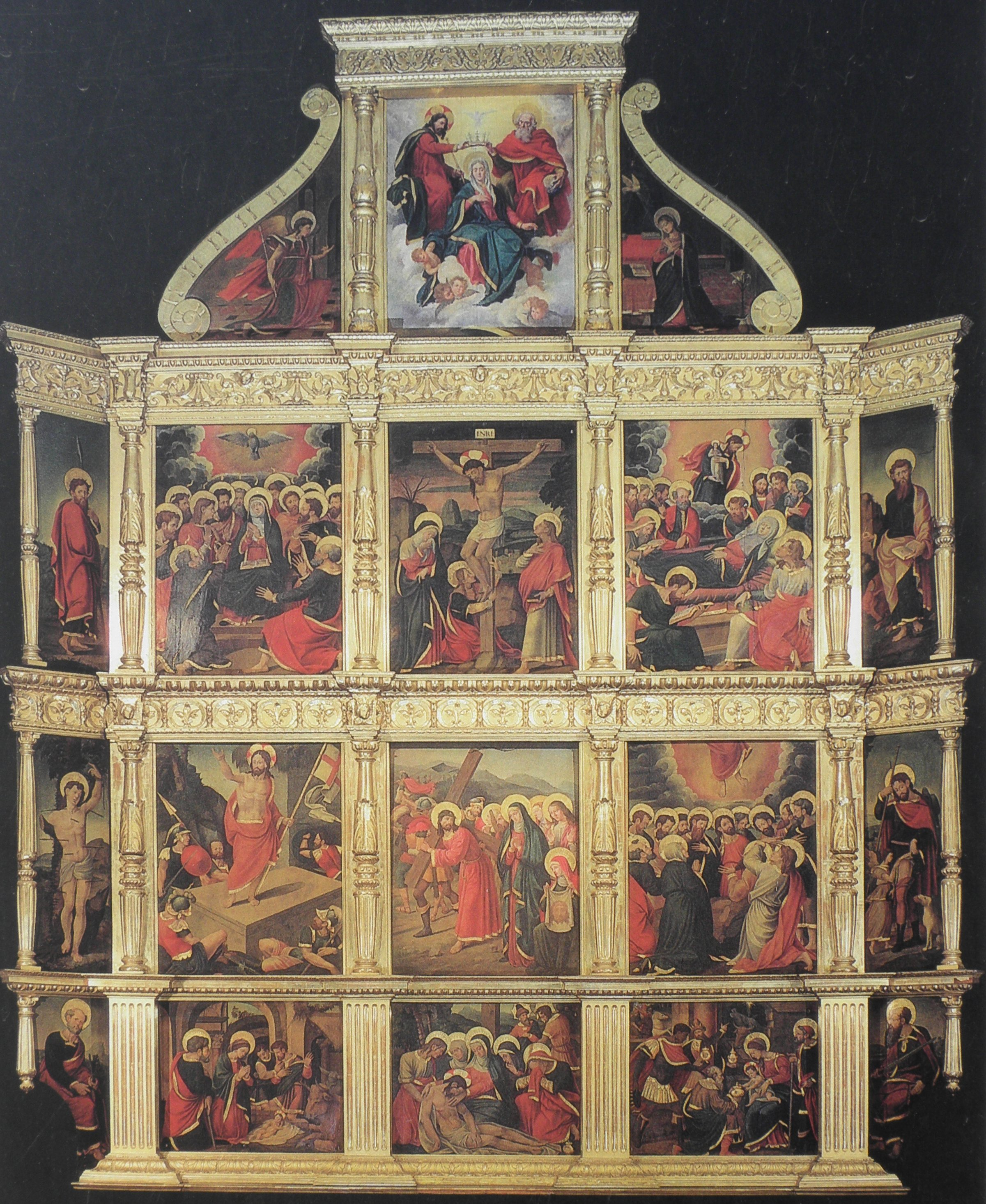
Retablo renacentista de Pere Nunyes.

La iglesia del Miracle, donde se venera la Virgen del Milagro, es un centro de peregrinación y devoción mariana desde su aparición en 1458. La actual iglesia es la tercera que se construyó. La que se empezó en 1652, está inacabada con algunos vestigios de la segunda iglesia, de estilo gótico. Se puede admirar la imagen primitiva de la Virgen, del siglo XV.
El retablo renacentista de la capilla del Santísimo, del año 1530, la autoría ha sido atribuida al pintor portugués afincado en Barcelona, Pere Nunyes. Consta de un total de 18 pinturas sobre tabla que representan escenas de los misterios del Rosario. En la parte superior hay una pintura central donde está representada la Coronación de Virgen por la Santísima Trinidad. No es la tabla original, la que se desconoce el tema que trataba, sino una copia de la Coronación de María en los cielos de Diego Velázquez.
El retablo barroco que preside la iglesia es del siglo XVIII realizado por el escultor Carles Morató, se encuentra en el ábside central, tiene una altura de 23 metros y una anchura de 12 metros, está formado por tres cuerpos soprepuestos, y presidido por la imagen de la Virgen representando la aparición: sostiene en su mano una cruz y aparenta dirigirse a los pastores que se encuentran uno arrodillado y el otro como huyendo asustado.
El altar es de piedra, del siglo XVIII, y el órgano, del siglo XVI-XVII. Durante el expolio realizado por las tropas napoleónicas en el año 1810, el órgano fue destruido quedando sin los tubos, en 1821 fue reparado por el organista manresano Pau Obradors, pero al ser el santuario abandonado en tiempos de la desamortización, tuvo que ser reconstruido neuvamente durante los años 1992-2004 por Gerhard Grenzing.

### Otros edificios
El monasterio benedictino, del año 1899, acoge una comunidad dependiente del monasterio de Montserrat. Cuida del santuario, de la liturgia y de las necesidades pastorales de la Casa de Espiritualidad.
La Casa grande, es un magnífico y poco habitual edificio delgótico civil del año 1532, construido originariamente como albergue de peregrinos y que sucesivas reformas han ido transformándolo hasta su estado actual.
La capilla de la Desaparición es una capilla que se encuentra donde tradicionalmente se ha emplazado el lugar donde Jaumet de la Cirosa vio desaparecer a la Virgen Niña.
La Casa de Espiritualidad, abierta el año 1981 (con anterioridad había sido el Hotel del Santuario), que es una residencia que dispone de 40 habitaciones (12 dobles y 28 individuales), 4 salas de conferencias y reuniones, capilla y ascensor. Organiza convivencias, encuentros y ejercicios espirituales.

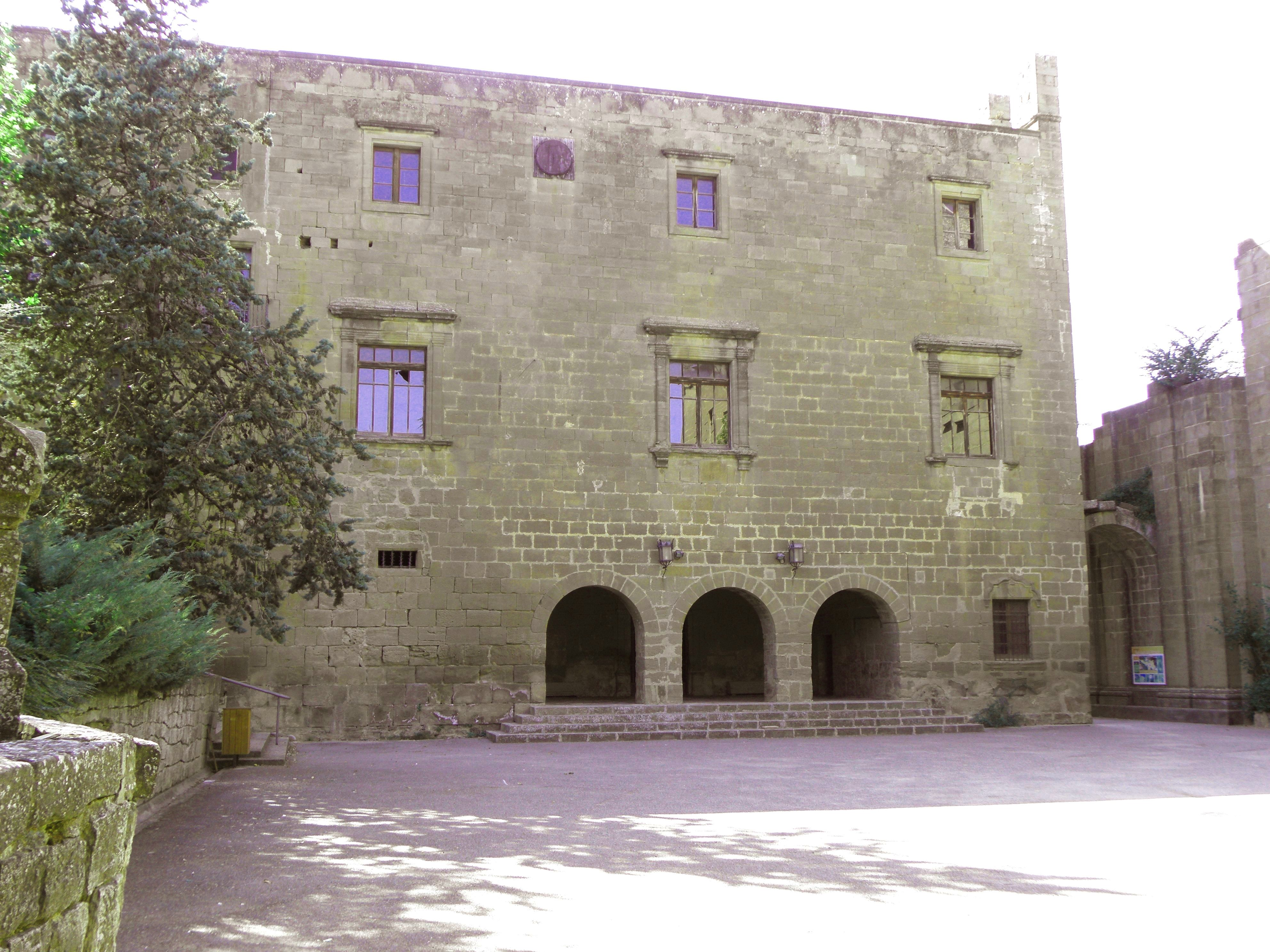
Fachada de la Casa grande.
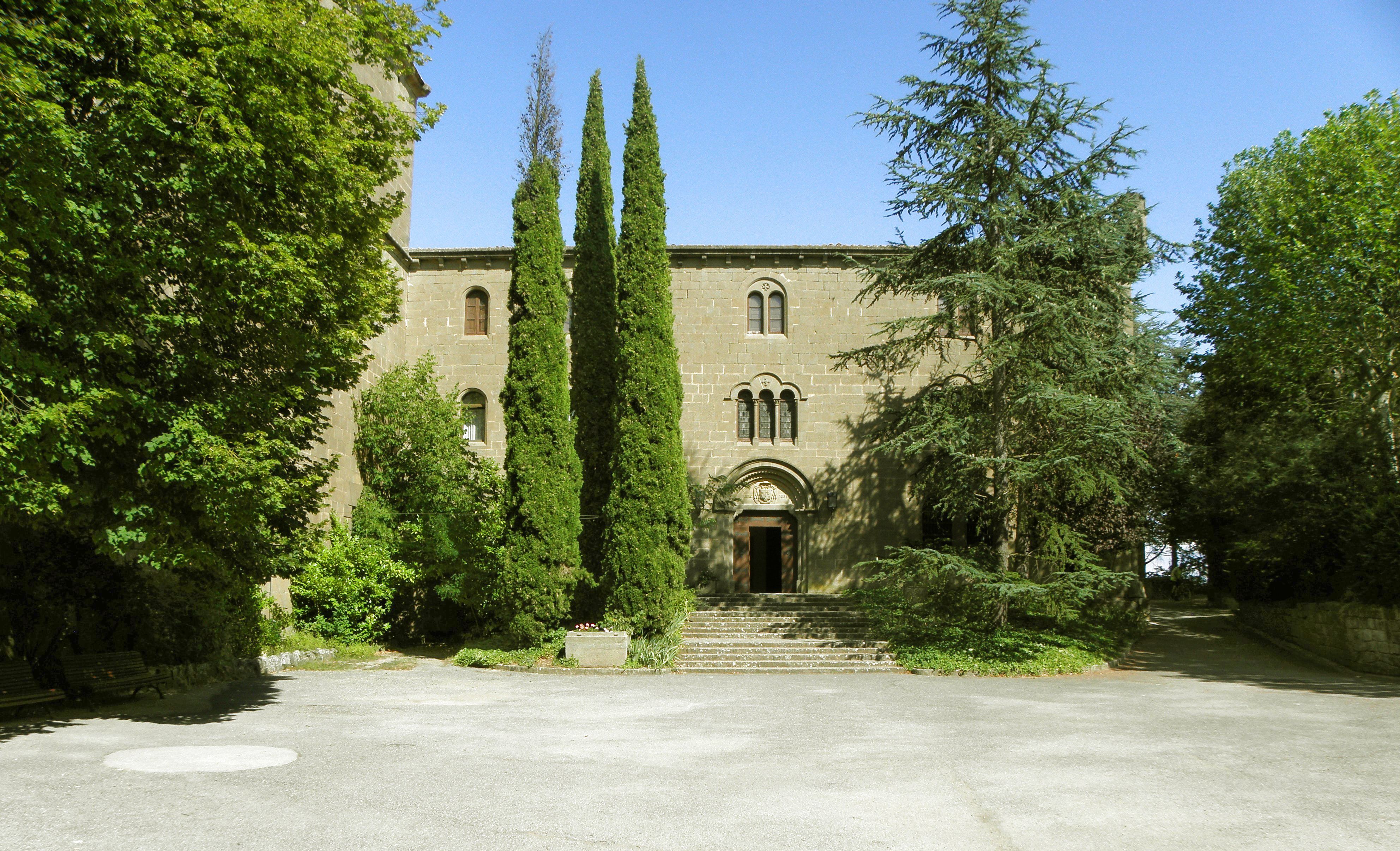
Fachada del monasterio.
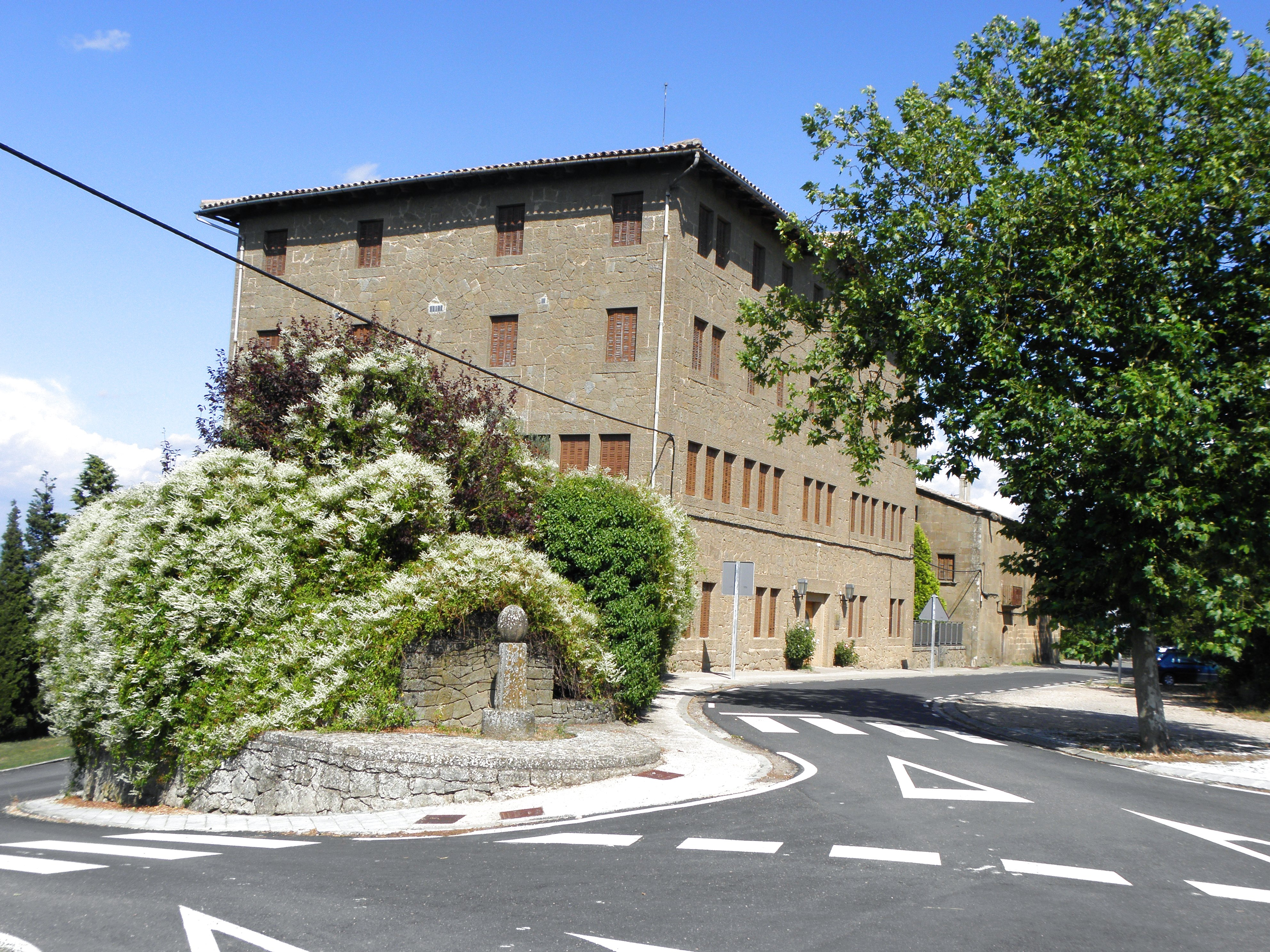
Casa de Espiritualidad, fachada principal.
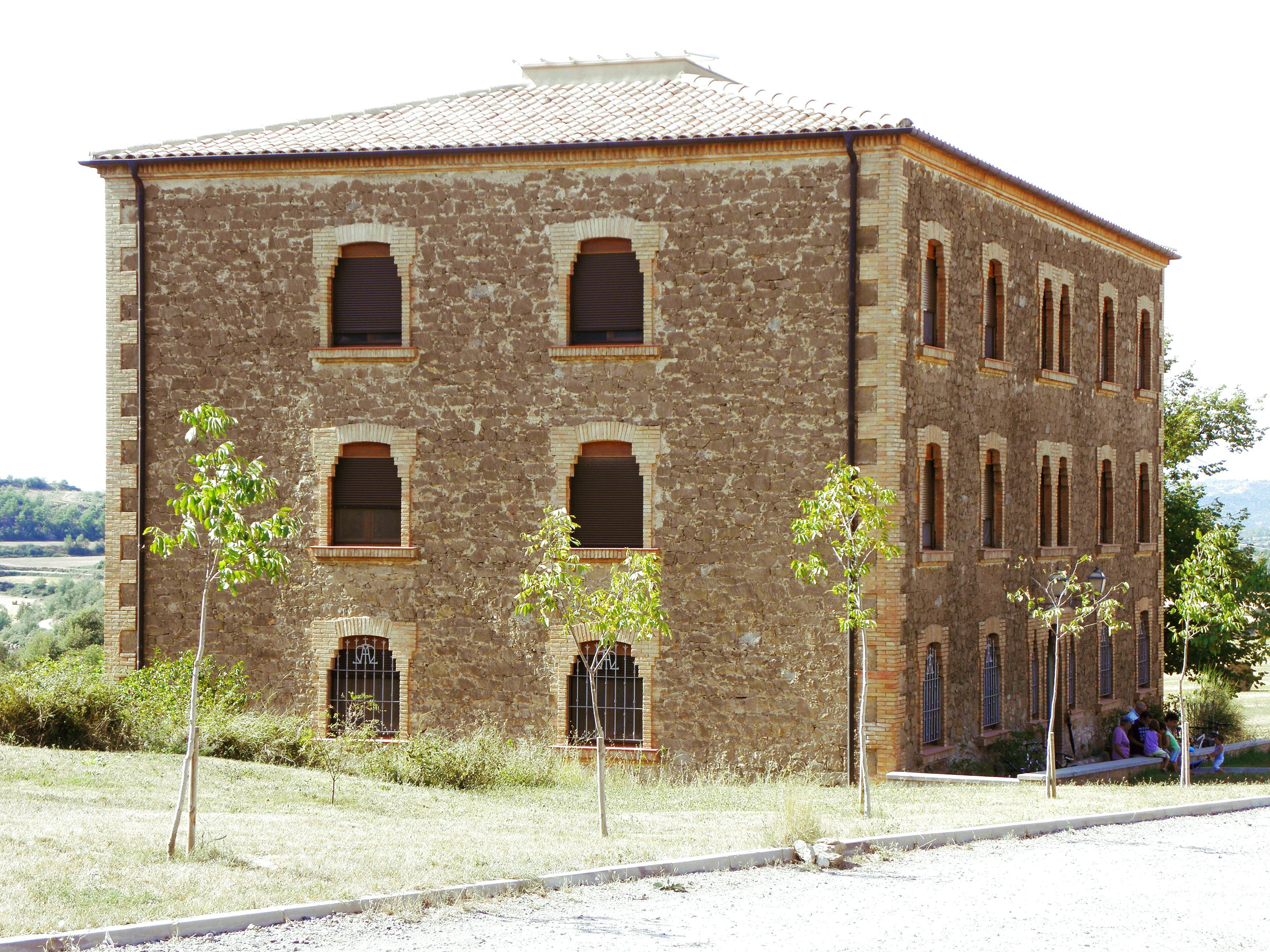
Celdas de Nuestra Señora.
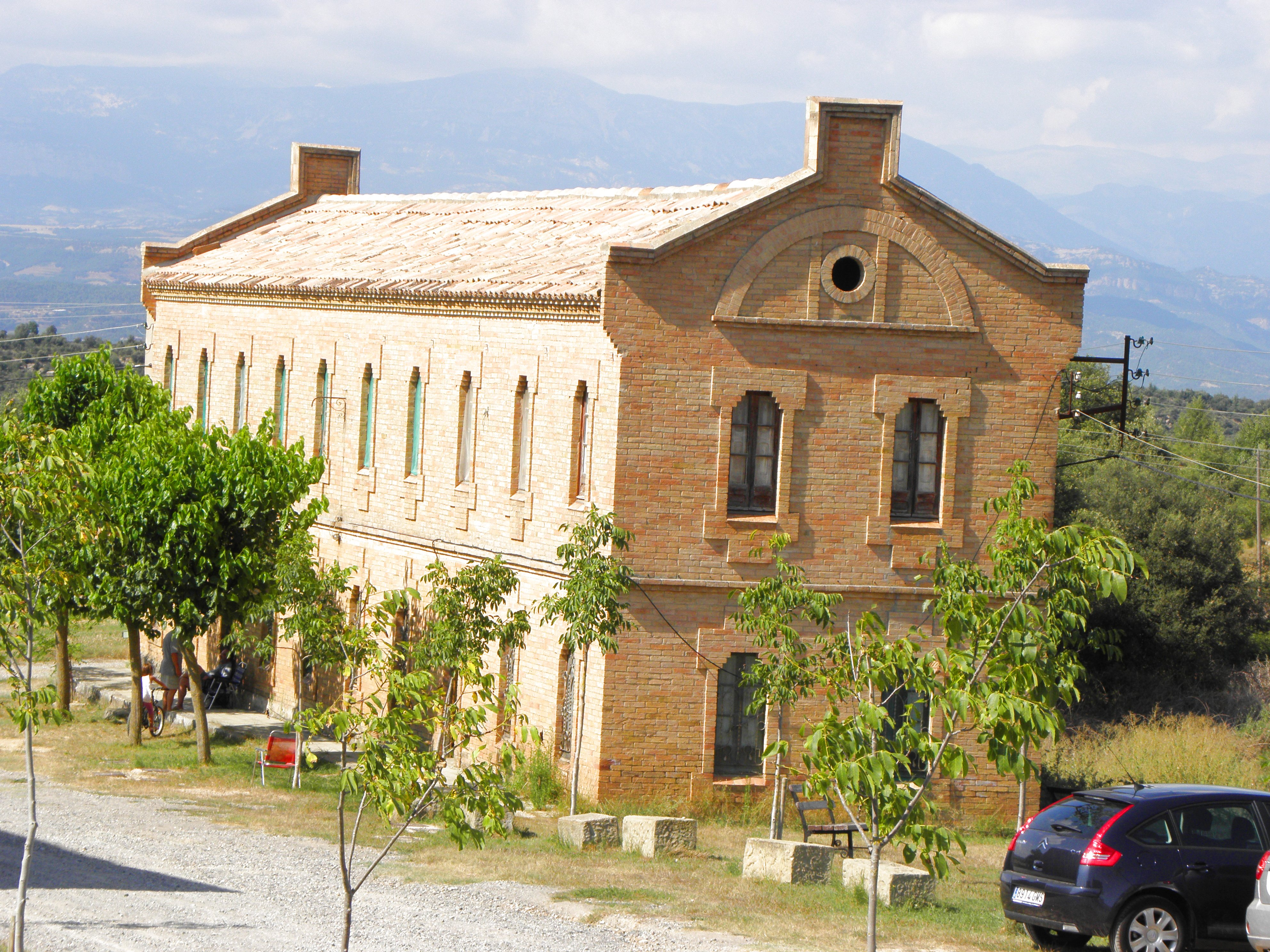
Celdas de San Benito.
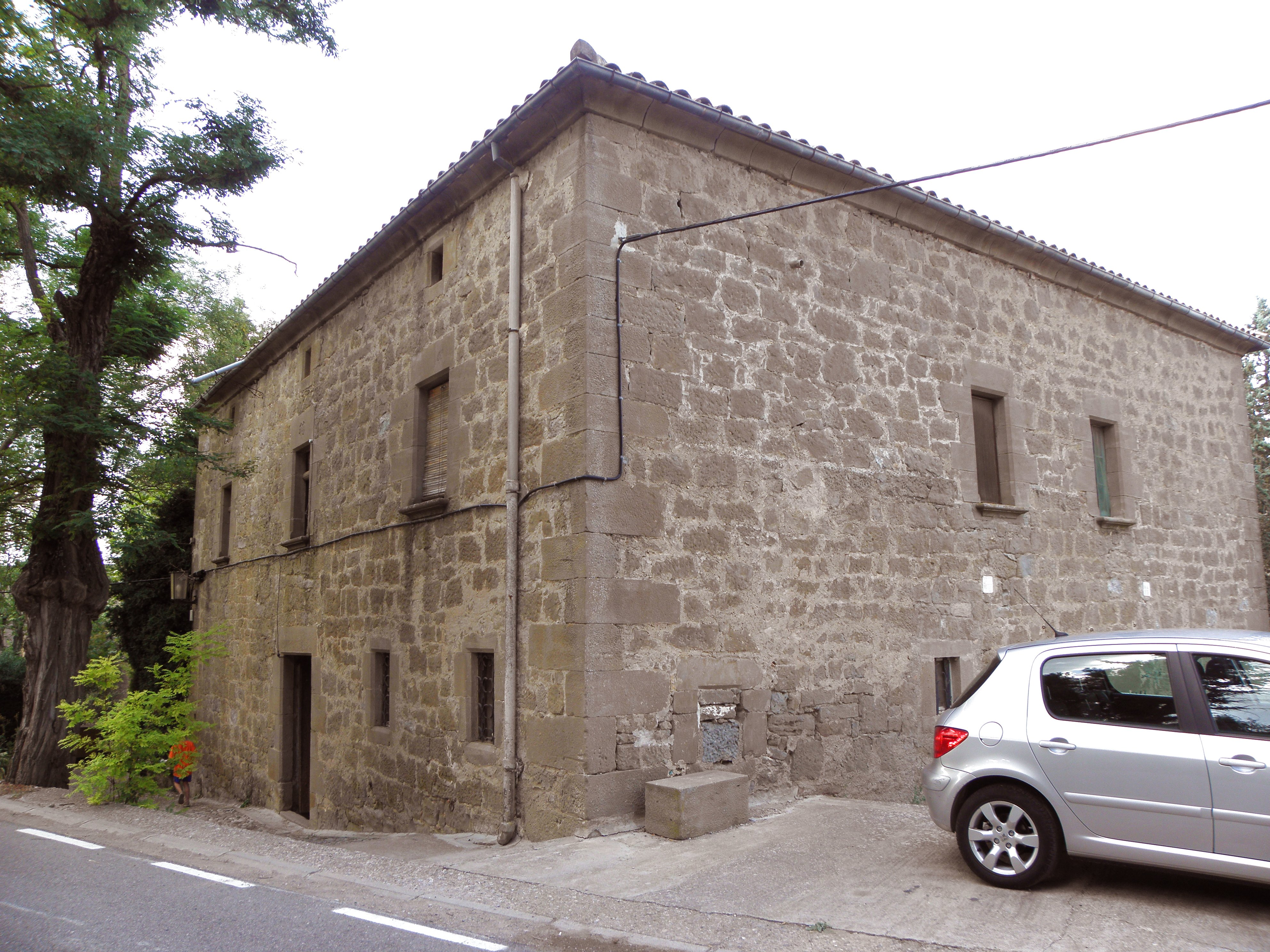
Las antiguas celdas de San Antonio.

Las celdas de San Benito y de Nuestra Señora dos edificios con apartamentos a disposición de familias, comunidades o grupos. Cada celda o apartamento está compuesta de 3 habitaciones dobles, baño y cocina-comedor.
Hay un tercer edificio con celdas que se había utilizado hasta no hace muchos años: las celdas de San Antonio. Se encuentra en el extremo de levante del recinto, junto al monasterio, pero actualmente no se usan salvo en contadas ocasiones y en verano debido a que no cuenta con el equipamiento de los otros dos edificios.

### Plaza del santuario
La iglesia, el monasterio y la Casa Grande limitan la plaza del Santuario por el norte, este y oeste respectivamente. La plaza tiene unas dimensiones de unos 45 x 25 metros. En el lado sur está cerrada por un margen, donde está la cruz conmemorativa de la aparición de la Virgen, la fuente de la Virgen y una balsa.

#### Cruz conmemorativa

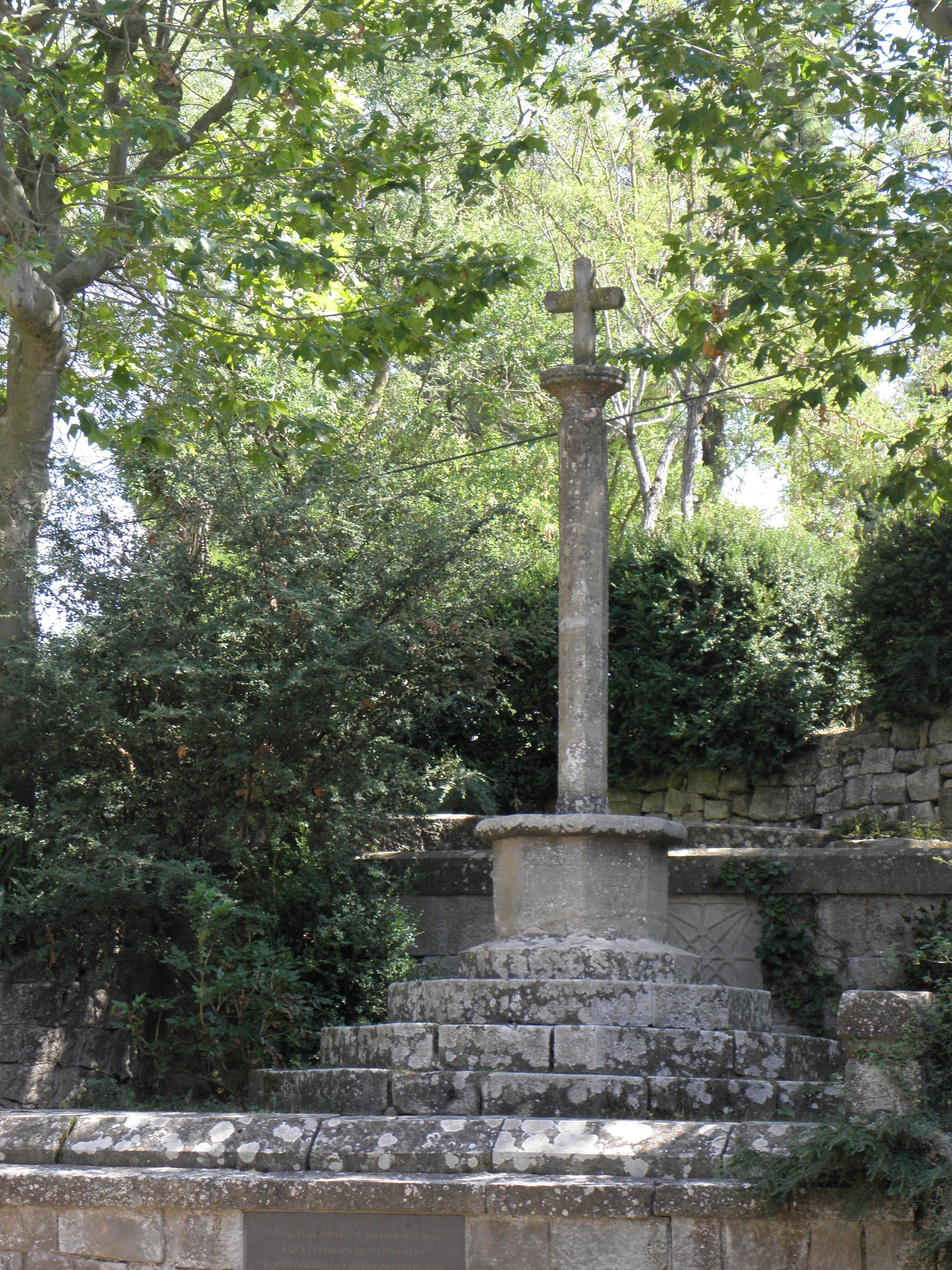
Cruz conmemorativa.

Esta Cruz conmemorativa está emplazada en la parte central del margen, a unos 30 metros de la iglesia, en el antiguo prado de Bassedòria, el lugar donde estaban los dos enebros donde Celdoni vio su aparición. Dado que, al extenderse la nueva de los hechos, una multitud de peregrinos comenzó a visitar el lugar donde se habían producido, los dos enebros no tardaron en desaparecer.
En su lugar se levantó una cruz de piedra de estilo gótico con un magnífico capitel que hoy se encuentra en el Museo Diocesano de Solsona adornado con ocho estatuillas que representan san Martín, santa Elena, san Pablo, un ángel, san Lorenzo, santa Engracia, san Pedro y otro ángel.
Esta cruz fue derribada durante la última guerra civil española y fue sustituida por la cruz actual, que se asienta sobre la base octogonal de la cruz antigua que, en la cara que mira a la iglesia, tiene grabada la siguiente inscripción: «RESTAURADA EN 1898»,  y en las dos caras que miran hacia la Casa grande, esta otra:

AQUÍ LA MARE DE DEU
 APARECIó

LOS PASTORETS de la Cirosa

LO DÍA 3 DE AGOSTO DE 1458.

ADORABIMUS IN LOCO UBI

STETERUNT pedes eius.

Empotrada en el muro que delimita la plaza por el lado de mediodía, debajo de la cruz, hay una placa de mármol que lleva inscrita la primera parte de las palabras dichas por la Virgen Niña a Jaumet. Hay una balsa que se encuentra detrás de la cruz conmemorativa, entre esta y la carretera en piedra y de forma elíptica.

#### Fuente de la Virgen
La fuente de la Virgen se encuentra en el extremo de poniente de la plaza, frente a la esquina suroriental de la Casa grande, separada de la misma por un callejón con escaleras que tiene acceso hasta la carretera. La fuente, de grifo metálica de pulsador, surge de un muro obrado con sillares, bajo una arcada ciega de medio punto junto a la cual hay un banco de piedra con forma de L con una mesa, también de piedra. Fue construida por Manel Anglarill el año 1719.

#### La Roca de la Virgen

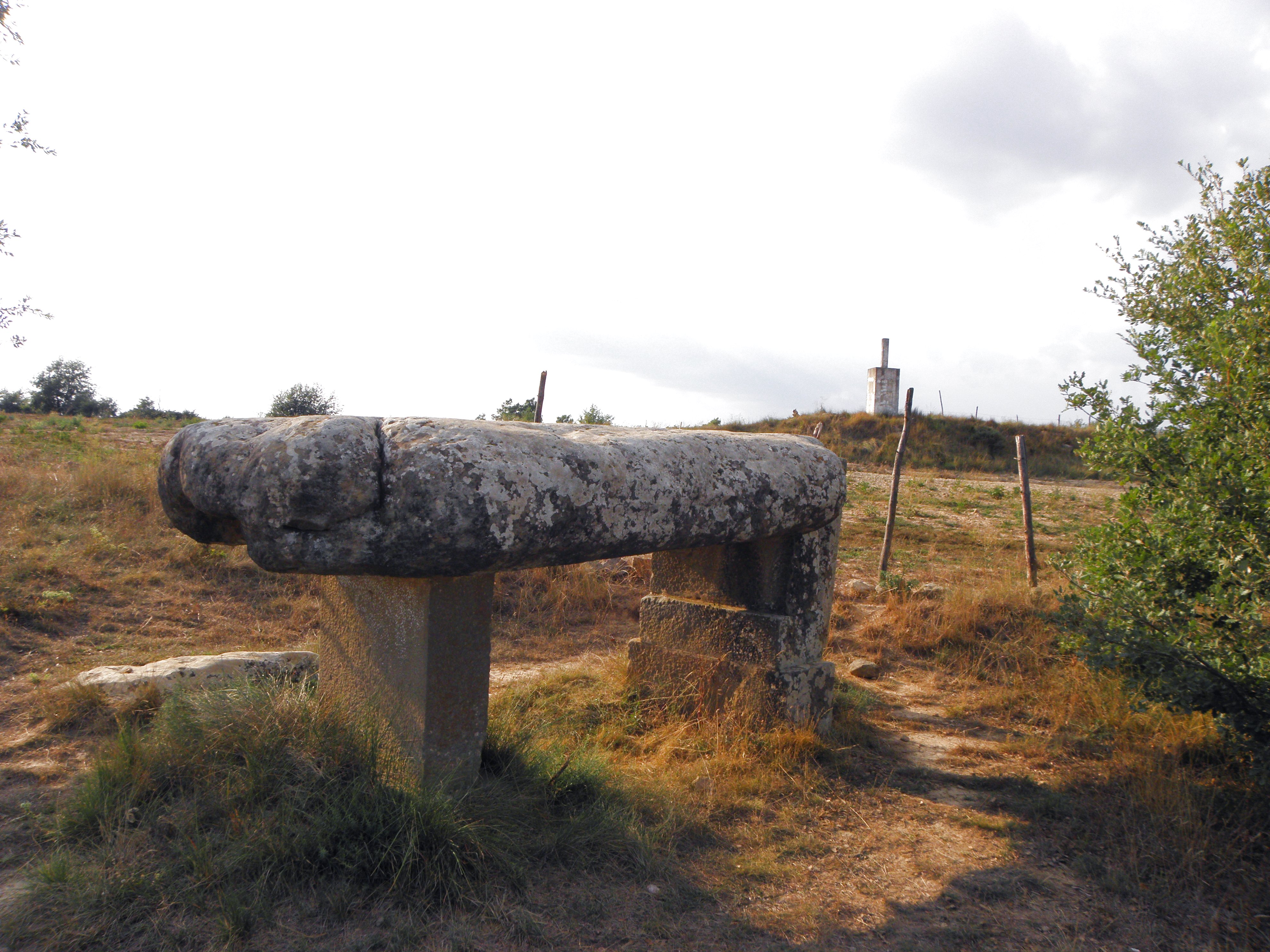
Roca de la Virgen.

La Roca de la Virgen es un enorme bloque de piedra de forma ovalada que mide 3,40 x 1,56 x 0,34 metros. Está todo pulido y con los lados cubierto por incisiones que figuran redes de líneas en forma de zigzag. Según el arqueólogo Mn Joan Serra i Vilaró, originariamente fue la cubierta de un sepulcro megalítico totalmente trabajada por el hombre, lo que la convertiría en un ejemplar excepcional en Cataluña.
El año 1784 esta losa fue separada del correspondiente sepulcro y fue instalada en su actual emplazamiento y en posición horizontal sobre dos pilares, lo que le da una apariencia de dolmen. En tiempos pasados se hizo servir para las bendiciones del término y también de parada en las procesiones del santuario. El tabernáculo con la santa imagen era colocado sobre la losa mientras se cantaban las tres Salves de ritual dedicadas a la Virgen de Montserrat.